# Outlier
Outlier è un termine utilizzato in statistica per definire, in un insieme di osservazioni, un valore anomalo e aberrante, ossia un valore chiaramente distante dalle altre osservazioni disponibili.
Non esiste una definizione matematica di outlier.
Uno dei possibili modi di valutare se un dato sia un outlier è di confrontarlo con l'intervallo interquartile {\displaystyle [Q_{1},Q_{3}]} di tutti i dati osservati, calcolando la sua distanza dall'intervallo e rapportandola alla misura dell'intervallo stesso, con un parametro {\displaystyle k}
{\displaystyle {\big [}Q_{1}-kI,Q_{3}+kI{\big ]}.}
Dove {\displaystyle Q_{1}} e {\displaystyle Q_{3}} sono rispettivamente il primo e il terzo quartile, {\displaystyle I=Q_{3}-Q_{1}} è lo scarto interquartile e {\displaystyle k} è un parametro fissato.
Normalmente si pone {\displaystyle k=1.}

L'intervallo per k=1 in una gaussiana, rispetto alla deviazione standard

John Tukey propone di considerare {\displaystyle k=1,5}, ovvero un outlier disterebbe dalla media di {\displaystyle Q_{1}} e {\displaystyle Q_{3}} più di due volte la distanza tra {\displaystyle Q_{1}} e {\displaystyle Q_{3}}.
Gli outlier sono valori numericamente distanti dal resto dei dati raccolti (ad esempio, in un campionamento). Le statistiche che derivano da campioni contenenti outlier possono essere fuorvianti. Per esempio, se misurassimo la temperatura di dieci oggetti presenti in una stanza, la maggior parte dei quali risultasse avere una temperatura compresa fra 20 e 25 gradi Celsius, allora il forno acceso, avente una temperatura di 250 gradi, sarebbe un dato aberrante. La mediana dei valori sarebbe circa 23, mentre la temperatura media salirebbe a circa 45 gradi: un indice chiaramente non rappresentativo della maggioranza dei valori di temperatura riscontrati nella stanza. In questo caso, la mediana rifletterebbe meglio della media aritmetica le misure della temperatura degli oggetti. Gli outlier possono essere indicativi del fatto che, in un dato campione, alcuni dati appartengono a una popolazione differente rispetto a quella del resto del campione.
Nella maggioranza dei grandi campioni, alcuni dati saranno più lontani dalla media del campione di quanto sarebbe probabile aspettarsi. Ciò può essere dovuto a un errore sistematico che si è verificato nella raccolta dei dati, oppure a una fallacia nella teoria che ha orientato l'assunzione di una data distribuzione campionaria di probabilità, ma potrebbe anche essere semplicemente dovuto al caso, che ha fatto sì che nella raccolta dei dati alcune osservazioni abbiano prodotto dati molto lontani dai valori medi del campione. Inoltre, gli outlier potrebbero essere indicativi di dati errati, procedure erronee o aree sperimentali in cui alcune teorie potrebbero non essere valide. Tuttavia, un piccolo numero di dati aberranti non dovuti a condizioni anomale è dato per scontato nei grandi campioni.
Stimatori poco influenzati dagli outlier sono detti robusti.